# 熊の湯スキー場
熊の湯スキー場(くまのゆスキーじょう)は、長野県下高井郡山ノ内町にあるスキー場である。

## 概要
本スキー場は、日本三百名山の一つである笠ヶ岳(標高2075.9m)の山頂から東方面の横手山(同2307m)方面に至る松尾根という稜線の北麓斜面に広がるスキー場である。スキー関連施設が整備された麓のベース基地から4本(5路線)のリフトが扇状に架かり、各リフトの両側にスキーコースが整備されたすり鉢状の単純なレイアウトとなってため、どのリフト降車場からもベース基地に滑り込むことができ、また、どの位置にいても本スキー場全体を見渡すことができる。山頂からは横手山スキー場に至る連絡コースがあり、横手山スキー場麓部からは本スキー場麓部への連絡コースがある(一部道路横断箇所あり)。
斜面は麓付近がなだらかな初級者コース(ゲレンデ)、斜面上部は一部急峻な上級者向けコースとなっている。第1リフトを除く全てのリフトは斜面上部まで至ることから、初級者は第1リフトを利用するか第2リフトおよび第4リフトに設営された中間駅で降車する必要がある。
基本スペックは、リフト4路線5本、コース5本(別途、連絡コース1本)、コース配分は上級30%・中級40%・初級30%、標高1690m-1950m(標高差260m)。リフトの運営主体は熊の湯リフトで、営業期間は11月下旬から5月の大型連休までである。
本スキー場専用の駐車場は、熊の湯ホテル入口に架かる角間川の手前にある「熊の湯スキー場駐車場」(約100台)か、スキー場から少し離れた「ほたる温泉共用駐車場」(エリア全体で300台)があるが、駐車可能台数は少ない。蓮池にある「志賀高原山の駅」に自家用車を停めてシャトルバスにてスキー場最寄りの「熊の湯」停留所とを往復する方法がある。

## コース・ゲレンデ
(滑走延長、平均斜度/最大斜度一部)

### 初級者コース
- 第1白樺コース[白樺ゲレンデ](500m、10°/19°)
  - 第1ペアリフトが架かるゲレンデ(旧称:白樺ゲレンデ)のうち北側の縁を迂回するコース。コースといってもゲレンデと独立はしてなく、直線的に滑る上級者コース(第1Aコース)と区別するための便宜的なコース名。
  - 笠岳スキー場が営業していた時代は、本コースを経由して同スキー場と往来が可能であった。
- 第2初級コース[第2Aコース下部](600m、11°/17°)
  - 第2ペアリフトの中間駅を起点とするコース。
  - コース幅が広く、滑走距離も適度にあることから、初級者に最も人気がある。
- 第3初級コース[第3Aコース下部](600m、9°/20°)
  - 第2ペアリフトの中間駅から第3クワッドリフト方面に迂回するコース。
  - 序盤は林間コースとなっていて、中盤以降も木立の中を楽しみながら滑ることができる。
- 第4初級コース[第4Aコース下部](500m、11°/23°)
  - 第4リフトの中間駅を起点とするコース。
  - 滑り出しがやや急で、最大斜度となるが、直ぐに緩斜面となるので初級者でも十分に楽しめる。
- 横手山スキー場連絡コース(1700m、5°/20°)
  - 横手山スキー場の陽坂に至る一方通行の連絡用のコース。第3クワッドリフト降車場を降りたら、スキー場に向かわず直進すると本コースに入れる。
  - 出だしがやや狭隘で急ではあるが、管理用道路、林道、国道を使ったコースなので、全般的には比較的なだらか。1100mほど滑ると国道との三叉路があり横手山山頂からのコースに合流する。

### 中級者コース
- 第3林間コース(1350m、14°/22°)
  - 第3クワッドリフトの麓から見上げて右側を下るコース。
  - 序盤から林間を抜け、途中から第3初級コースと合流する。
- 馬の背コース(1350m、16°/27°)
  - 第2ペアリフトの降車場と第3クワッドリフトの降車場の間にあるコース。
  - リフトを降りると松尾根の稜線伝いにしばらく滑ることから馬の背の名が付いた。

### 上級者コース
- 第1Aコース(250m、15°/23°)
  - 第1ペアリフト沿いに下るコース。
  - 上級者コースに指定されているが、横幅の広い開放的なゲレンデ状のコースであり中級者でも十分に滑り降りることができ、志賀高原観光協会のゲレンデマップには中級者コースと記されている[4]。
- 第1モーグルバーン(250m、15°/23°)
  - 第1ペアリフト沿いの、麓から見上げて左側を下るコース。
  - モーグル用に3つのコース(4列のコブ)が整備されている。適度な角度なので練習に適している。
- 第2Aコース(350m、22°/31°)
  - 第2ペアリフトの降車場と中間駅との間のリフト沿いのコース。
  - コブ斜面として有名であったが、近年は圧雪されていることが多く、特に午前中は中級者でも快適に滑走を楽しむことができる。
- 第3Aコース(400m、20°/32°)
  - 第3クワッドリフトの直下に設営されたコース。
  - 非圧雪の場合が多く、常にコブ斜面が形成されている。クワッドリフトのスキーヤーからの厳しい視線を意識しながら攻めるチャレンジャブルなコースの一つである。
- 第4Aコース(400m、20°/27°)
  - 第4リフトの麓から見上げて右側のコース。
  - 近年は圧雪されているので、コース幅はやや狭いものの中級者でも楽しめる。
- 第4イベントコース(300m、26°/29°)
  - 松尾根のきた斜面をまっすぐに下るコース。
  - 全体的に急斜面となっていることから、午前中は圧雪されて滑りやすいものの、午後になると上部を中心にコブが形成されることが多い。

### スキーツアー
- ヤマボクツアー(約3200m、-°/-°)
  - 第4リフト降車場からヤマボクワイルドスノーパークに滑り込むことができる(往路のみ)。
  - 笠ヶ岳(標高2075.9m)の北側山麓を迂回すると、やがて県道(冬季通行止め)に到達し、そのまま下るとヤマボクワイルドスノーパークに到達できる。
  - 同スキー場からはさらに下部にある山田温泉スキー場間でツアーを続けることが可能である。
  - 熊の湯パトロールセンターに入山届を提出すること[4]。

## リフト
(距離、標高差、時間)

### 営業中リフト
- 熊の湯第1ペアリフト(329m、90m、2分44秒)
- 熊の湯第2ペアリフトA線(905m、240m、7分32秒)
- 熊の湯第2ペアリフトB線(905m、240m、7分32秒)
- 熊の湯第3クワッドリフト(910m、270m、3分47秒)
- 熊の湯第4ペアリフト(704m、190m、5分52秒)

### 廃止・休業中リフト
- 熊の湯第1リフト（339m、90m、3分08秒）
  - 熊の湯第1ペアリフトが架けられたあと、暫くの間シングルリフトとして平行して架かっていた。
  - また、現在熊の湯第4ペアリフトは稼働していない。

### 料金
2020～2021シーズンの熊の湯スキー場エリアリフト券の料金（消費税及び地方消費税込み）は以下の通りである。
志賀高原18スキー場共通リフト券については志賀高原スキー場を参照のこと。
| 券種                  | 大人   | 子ども | 中高生・シニア | 備考 |
| --------------------- | ------ | ------ | -------------- | --- |
| 4時間券               | 4,000  | 2,000  | 3,800          | 期間:営業開始～5/5                                                                                            |
| 1日券                 | 4,600  | 2,300  | 4,100          | 期間:12/21～3/31                                                                                              |
| 2日券                 | 8,900  | 4,500  | 8,100          | 期間:12/21～3/31                                                                                              |
| 3日券                 | 13,200 | 6,600  | 12,200         | 期間:12/21～3/31                                                                                              |
| 初滑り・春スキー1日券 | 4,300  | 2,100  | 3,900          | 期間:営業開始～12/20,4/1～5/6                                                                                 |
| 初滑り・春スキー2日券 | 8,500  | 4,100  | 7,500          | 期間:営業開始～12/20,4/1～5/6                                                                                 |
| ナイター券            | 2,000  | 1,000  | 2,000          | 期間:12/19～1/2、1/10、3/31までの土日。18:30～21:00。 ※ナイタープラス券は日中リフト券と同時購入の場合に有効。 |
| ナイタープラス券※     | 1,500  | 700    | 1,500          | 期間:12/19～1/2、1/10、3/31までの土日。18:30～21:00。 ※ナイタープラス券は日中リフト券と同時購入の場合に有効。 |

## 施設・サービス

### 飲食施設
- レストラン「ベルドール」

### 宿泊施設
営業中
- 熊の湯ホテル
- 志賀パレスホテル
- 志賀高原ホテル一望閣
- 志賀リバーサイドホテル
- ホテルハイツ志賀高原
- 志賀高原ロッジ(旧:志賀高原JR山の家)
- 硯川ホテル
- Hotel & Onsen 2307 Shigakogen（旧:志賀喜楽ホテル）

廃業・休業中
- 志賀プリンスホテル（～2011年11月7日）
- 一平荘ホテル

## 歴史
- 1909年（明治42年）熊の湯旅館(現熊の湯ホテル)が開業した[7]。発哺温泉の「天狗の湯」「薬師の湯」に次ぐ志賀高原で3番目の宿泊施設[7]であり、現存する宿泊施設としては最古となる。
- 1950年（昭和25年）皇太子（現・上皇明仁）が熊の湯へスキーに来訪（1月と3月）し、熊の湯ホテルに滞在する[7]。
- 1957年（昭和32年）熊の湯リフトが設立。白樺ゲレンデに熊の湯第1リフト（339m）が架設された。
- 1958年（昭和33年）長野電鉄路線バスが湯田中～熊の湯間の冬期運行を開始した。
- 1959年（昭和34年）皇太子が熊の湯へスキーに訪問[7]。熊の湯第2リフト（925m）が架設された。
- 1968年（昭和43年）熊の湯第3リフト（895m）が架設された。
- 1972年（昭和47年）熊の湯第4リフト（679m）が架設された。熊の湯第1リフトが架け替えられた。
- 1976年（昭和51年）熊の湯第2リフトB線（916m）が架設された熊の湯第2リフトは、熊の湯第2リフトA線に改名)。
- 1981年（昭和56年）志賀高原観光協会主催「JAZZ in 志賀」を開催。
- 1982年（昭和57年）熊の湯第2リフトが熊の湯第2リフトA線（916m）に、熊の湯第1リフトが熊の湯第1ペアリフト（354m）に、それぞれ架け替えられた。
- 1987年（昭和62年）熊の湯第3リフトが熊の湯第3クワッドリフト（910m）に架け替えられた。レストラン「ベル・ドール」が開業した。
- 1992年（平成4年）熊の湯第2リフトA線・B線が熊の湯第2ペアリフトA線・B線（905m）に架け替えられた。
- 1996年（平成8年）熊の湯第4リフトが熊の湯第4ペアリフト（679m）に架け替えられた。